# خاراپشیلی
خاراپشیلی (یا خاراپسیلی یا هاراپشیلی) یک ملکه هیتی در پادشاهی قدیم هیتی است.

## زندگی‌نامه
خانواده
هاراپشلی احتمالاً دختر ملکه هاشتایارا و مردی به نام مارتی بود. پدربزرگش هاتوشیلی اول پادشاه هیتی و برادرش مورسیلی اول نیز شاه هیتی بود.

## ازدواج
او با مردی به نام مانتیلی اول ازدواج کرد که بعد شاه هیتی شد. او با زیدانتا یکم ملاقاتی داشت و مانتیلی را ترور کرد و سپش تاج و تخت را از او ربود. او مادر دختری بود که با زیدانتا ازدواج کرده بود.

## مرگ
ملکه هاراپشلی در سوگزیا (Sugziya) از دنیا رفت.